# Forgalomirányítási és Utastájékoztatási Rendszer
A Forgalomirányítási és Utastájékoztatási Rendszer (röviden FUTÁR) a Budapesti Közlekedési Központ integrált közösségi közlekedési informatikai rendszere. Budapesten 2014. október 1-jén adták át az európai uniós forrásból létrejött fejlesztést. Jelenlegi üzemeltetője a Telekom Rendszerintegráció Zrt. és a felszámolás alatt álló Synergon Integrator Rendszerszolgáltató Kft. alkotta konzorcium.

## Budapest

### Előzménye
A közösségi közlekedés forgalomfelügyelete a szolgáltató egyik legfontosabb tevékenysége. A Budapesti Közlekedési Vállalat 1994-ben vezette be az Automatikus Vonali Megfigyelő (AVM) rendszert, amit a firenzei székhelyű OTE gyártott. A szükséges vevőkészülékeket kezdetben Ikarus 280-as buszok kapták meg, az irányításukat öt rádiós csatornán három diszpécser végezte. A rendszert fokozatosan terjesztették ki a többi autóbuszra is, a frekvenciasávokat is tízre emelték. Működéséhez csak földi infrastruktúrát használt, a buszokon elhelyezett fedélzeti egység (és a hozzá tartozó adó-vevő) az utcákon (általában villanyoszlopokon) elhelyezett helykódadókkal kommunikált. A helykódadó napelemmel működött, a végállomásokon kívül többnyire a vonal közepén is elhelyeztek egyet. A közelében tartózkodó busz adatait továbbította a bázisállomásra, ahonnan optikai kábel segítségével juttatták el az információt a diszpécserközpontba, itt pedig egy térképen jelent meg a jármű pozíciója. A rendszert kommunikációra és vészhelyzetek jelzésére is lehetett használni. 
A BKV 1998-ban vezette be a Diszpécser Irányító Rendszert (DIR), a korábban elérhető szabad szövegküldés helyett itt már csak előre beállított üzeneteket lehetett küldeni, a lényegi részeiben viszont szinte azonosan működött, mint az AVM. Ez üzemelt a buszok többsége mellett a villamosokban, a metrókban és a HÉV-ekben.
Az AVM és a DIR esetében is a diszpécserek a kapott jeladatok alapján dolgoztak, szükség esetén felvették a kapcsolatot a jármű vezetőjével, forgalmi zavar esetén beavatkozhattak. Nagyobb végállomási csomópontokban indulásjelző táblákat helyeztek el, az adatok alapján a rendszer jelenítette meg a pontos indulási időket.
A 4-es és 6-os villamosnál alkalmazták az úgynevezett "körúti rádiót", ami egyszerűbb CB-rádiós beszélgetéseket tett lehetővé.
Az ezredfordulóra már mindegyik elavultnak számított, az analóg rendszer zavarérzékenysége, a lassú kapcsolás, korlátozott egyidejű kapcsolatfelvétel és a bizonytalan helymeghatározás miatt szükségessé vált egy korszerű struktúra bevezetése.

### FUTÁR
A műholdas helymeghatározásra képes FUTÁR telepítésére a BKV 2009-ben nyerte el a támogatást „A forgalomirányítási és utastájékoztatási rendszer fejlesztése, korszerűsítése a felszíni és felszín alatti közösségi közlekedésben” című pályázatával. A projekt 2010-ben indult el, az irányítását pedig 2012-ben vette át a BKK. Többszöri határidőmódosítás után végül 2014. október 1-jén került sor a hivatalos átadásra.

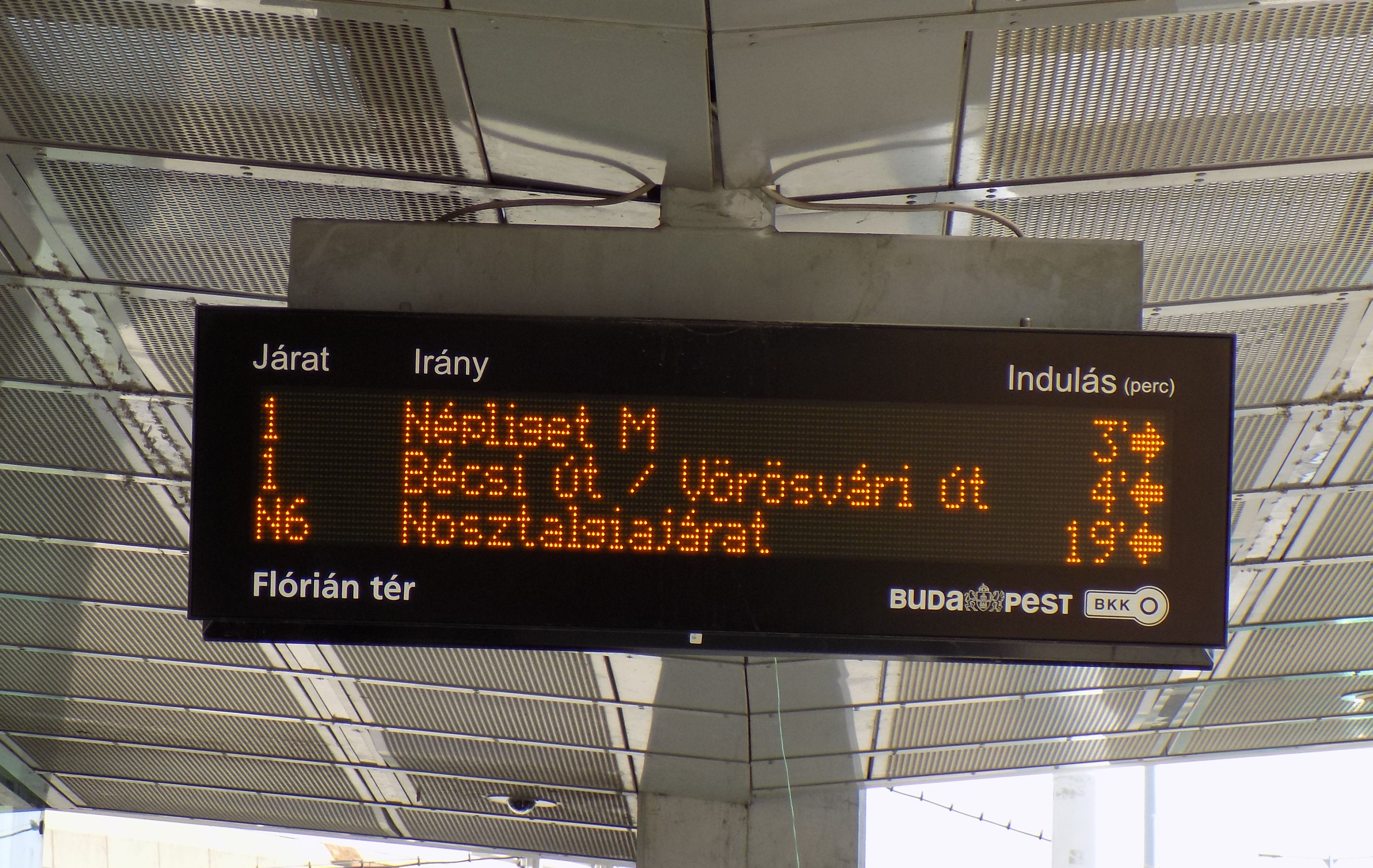
Utastájékoztatási kijelző a Flórián téren

A FUTÁR-hoz öt alapvető rendszerelem tartozik:
- teljesítményelszámolás, amihez a korábbi Forgalmi Teljesítmények (ForTe)[3] rendszert integrálták
- szoftveres járműkövetés
- az aktuális és korábbi helyadatok megjelenítése térképen
- kommunikáció a járművezetők és a diszpécserek közt
- hardverek.

A teljesítményelszámolásnál mérik a járművek futási teljesítményét, a járművezetők tényleges munkaidejét és a forgalmi adatokat egyaránt. A forgalom irányítására diszpécserközpont szolgál, a célra az AVM és DIR által eddig használt Szabó Ervin téri központot alakították át. A rendszer képes egyes csomópontokban a jelzőlámpák befolyásolására, ami a járművek gyorsabb haladását segíti. Az utastájékoztatás hatékonyabbá és pontosabbá vált a műholdas helymeghatározás segítségével, a járművek pontos pozícióját, esetleges késéseket és pontos indulási időpontokat is meg lehet tekinteni. 
A járművezetők munkáját egy Windows Embedded CE 6.0-t futtató fedélzeti egység (angolul:On-Board Unit, rövidítve: OBU) segíti, amivel felveheti a kapcsolatot a diszpécserközponttal, alkalmas utastájékoztató hangok lejátszására, a jegykezelő készülékek vezérlésére, valamint Wi-Fi- és 4G-alapú kommunikációra is. Utóbbit a One biztosítja a BKK számára egy havi 1170 GB-os adatkerettel. (2024 áprilisától a használatarányos útdíjfizetés is az OBU adatain keresztül történik.)[forrás?]
Az utazóközönség tájékoztatása elsősorban a megállókban elhelyezett Lumino típusú LED-kijelzőkkel, monitorokkal és hangszórókkal, illetve a járművek külső és belső kijelzőivel történik, de interneten is elérhetőek az adatok, a karbantartások idejét leszámítva a nap 24 órájában. A rendszer segítségével minden végállomáson és megállóhelyen lehetséges a valós idejű indulási idő meghatározása. A dinamikus adatok lehetővé teszik a valós idejű utazástervezést is. Az új járműveken a külső kijelzőket a cseh BUSE biztosítja, de a FUTÁR képes kezelni a régebbi kijelzőket is.

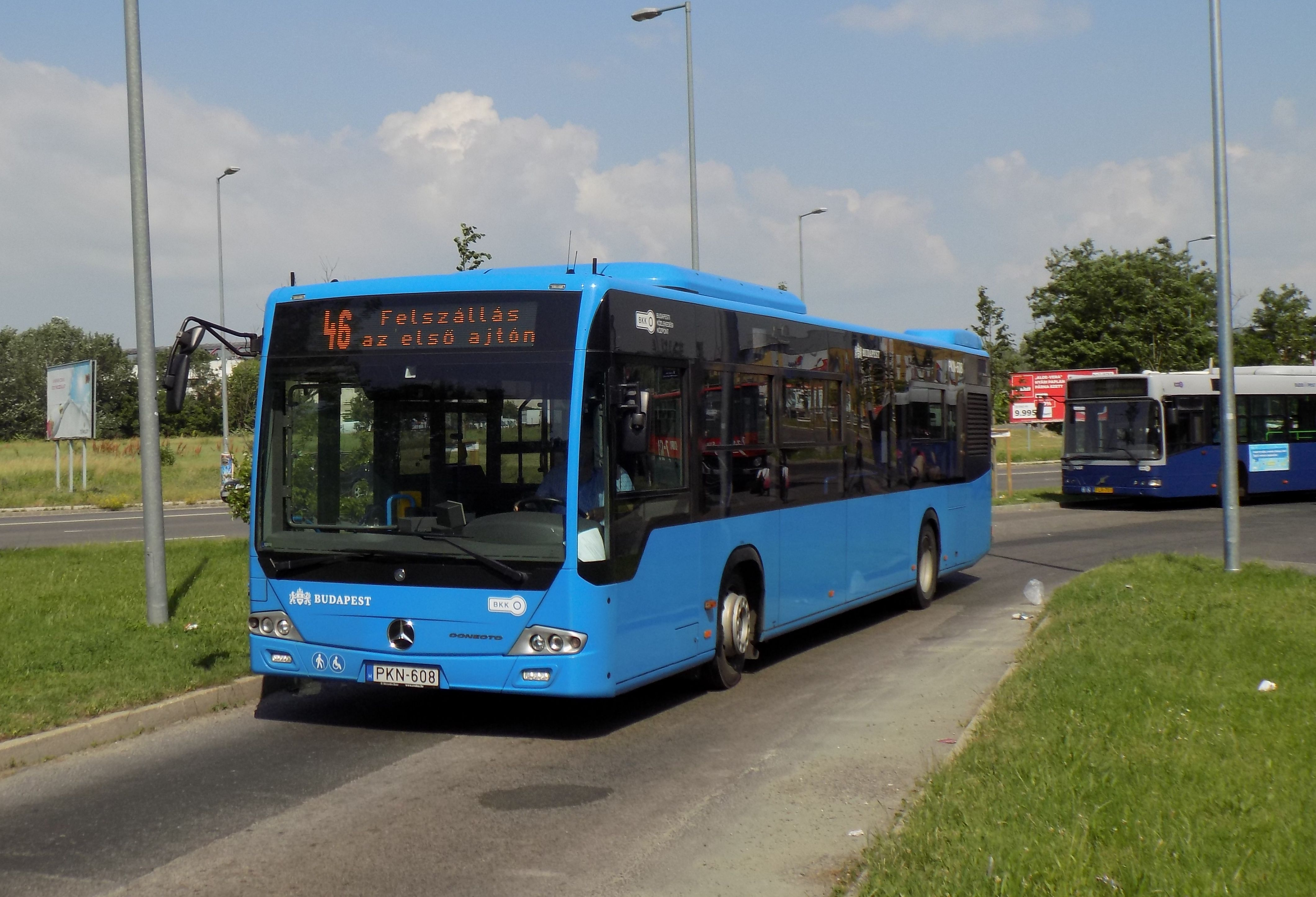
A BKV egyik Mercedes Conectója a FUTÁR által vezérelt kijelzővel

A diszpécserek valós időben tudják követni az egyes járművek mozgását, a fedélzeti egység 15 másodpercenként küldi helyzetét a központba, így hatékonyabban tudják biztosítani az egyenletes követést és forgalmi zavar esetén gyorsabban tudnak beavatkozni. A járművek egyes közúti jelzőlámpákat is képesek befolyásolni.
A FUTÁR szoftverét a német IVU Traffic Technologies AG és a hazai realCity ITS Kft. biztosítja. Mivel nyitott kialakítású szoftverről van szó, ezért lehetőség van más szolgáltatók információs rendszereivel történő kommunikációra is.
A metrókocsikat és a HÉV-szerelvényeket nem látták el fedélzeti egységekkel, mivel zárt pályán megbízhatóbban biztosítható a menetrend szerinti közlekedés. Kezdetben a nagykörúti Combino villamosok is kimaradtak, az alig 2-3 perces követés miatt itt is menetrendi adatokkal számolt a rendszer. A Combino villamosokat 2018 márciusára látták el a szükséges eszközökkel.
Az okostelefonokra telepíthető BKK-alkalmazás 2022 óta a BudapestGO nevet viseli.